# NGC 90
NGC 90은 안드로메다자리 방향에 있는 나선은하이다. 지름은 긴 나선팔에 의해 매우 크다(30만 광년 정도).